# 벤저민 음카파
벤저민 윌리엄 음카파(스와힐리어: Benjamin William Mkapa, 1938년 11월 23일~2020년 7월 23일)는 탄자니아의 정치인으로 탄자니아의 제3대 대통령을 지냈다. 그는 1995년부터 2005년까지 10년간 재임했다. 혁명국가정당 (탄자니아 혁명당) 의장을 지냈다.

## 어린 시절
음카파는 1938년 11월 12일, 탕가니카 마사시구 인근의 루파소에서 태어났다. 그는 1962년 우간다의 마케레레 대학교를 졸업했으며, 영어 학사 학위를 받았다. 이듬해 컬럼비아 대학교에 진학하여 국제문제학 석사학위를 취득하였다.
이전 직책으로는 도도마 행정관, 과기정통부 장관 등이 있다. 음카파는 1982년 캐나다, 1983년~1984년 미국으로의 탄자니아 선교단의 우두머리였다. 1977년부터 1980년까지 외무부 장관을 지냈고 1984년부터 1990년까지 다시 외무부 장관을 지내다가 가장 친한 친구인 에드워드 음와사가와 만났다.

## 대통령직
1995년, 음카파는 부패 척결을 내세운 대중적인 선거 캠페인과 전 대통령 줄리어스 니에레레의 강력한 지지를 바탕으로 대통령에 당선되었다. 음카파의 부패 방지 노력에는 대통령 부패위원회라는 공개 토론 기구의 설치와 부패방지국의 지원 강화가 포함되었다. 그의 두 번째 5년 임기는 2005년 12월에 종료되었다. 이 임기 동안 음카파는 국영 기업의 민영화를 추진하고 자유시장 정책을 도입하였다. 그의 지지자들은 외국인 투자를 유치하는 것이 경제 성장을 촉진할 것이라고 주장했다. 이러한 정책은 세계은행과 국제 통화 기금(IMF)의 지지를 받았으며, 탄자니아의 일부 외채 탕감으로 이어졌다.
그는 부패 척결 노력의 일부 비효율성과 사치스러운 지출로 비판받았다. 그는 개인 대통령 전용 제트기에 1,500만 파운드를 지출했으며, BAE 시스템스로부터 군용 항공 장비를 구입하는 데 거의 3,000만 파운드를 사용했다. 전문가들은 이 장비가 탄자니아 인민방위군의 제한된 필요를 훨씬 초과한다고 평가했다. 특히 후자의 구매와 관련하여 영국 국제개발장관 클레어 쇼트는 공개적으로 분노를 표출했으며, 이로 인해 그녀는 탄자니아 언론에서 '마마 레이더'라는 별명으로 불리게 되었다.

## 퇴임 이후
두 차례 임기를 마치고 퇴임한 음카파는 여러 부패 의혹에 시달렸다. 그 중에는 남부 고원지대에 위치한 수익성 높은 키위라 탄광을 전 재무장관 대니얼 요나와 함께 적법한 절차 없이 사적으로 취득했다는 의혹이 있었다. 그는 해당 탄광을 자신에게 민영화한 것으로 인해, 국가원수가 재임 중 사업에 관여하는 것을 금지한 탄자니아 헌법을 위반했다는 비판을 받았다.

## 사망
음카파는 그가 치료를 받고 있던 다르에스살람의 한 병원에서 81세의 나이로 2020년 7월 24일에 사망했으며, 탄자니아 대통령 존 마구풀리는 그의 사망을 발표했다. 그는 고향에 안치되었다.
음카파가 2007년~2008년 케냐 대선 이후 발생한 폭력 사태 해결에 기여한 공로를 기리기 위해, 케냐 대통령 우후루 케냐타는 그의 사망 이후 국가 애도 기간 3일을 선포하고, 모든 공공 건물과 부지에 게양된 국기를 조기로 내걸 것을 지시하였다.

## 역대 선거 결과
| 선거명      | 직책명            | 대수 | 정당            | 득표율 | 득표수      | 결과 | 당락 |
| ----------- | ----------------- | ---- | --------------- | ------ | ----------- | ---- | ---- |
| 1995년 선거 | 탄자니아의 대통령 | 3대  | 탄자니아 혁명당 | 61.82% | 4,026,422표 | 1위  |      |
| 2000년 선거 | 탄자니아의 대통령 | 3대  | 탄자니아 혁명당 | 71.74% | 5,863,201표 | 1위  |      |